# 硝酸亞汞
硝酸亞汞化学式为Hg2(NO3)2，英文名為mercury(I) nitrate。為白色斜晶體，水解後變成無色，可溶性金屬鹽類，為氧化劑。如同所有汞化合物，有一定毒性。

## 製備
硝酸亞汞是經由稀硝酸和汞的化合產生的（如果是汞和濃硝酸則會產生硝酸汞）。

## 化學特性

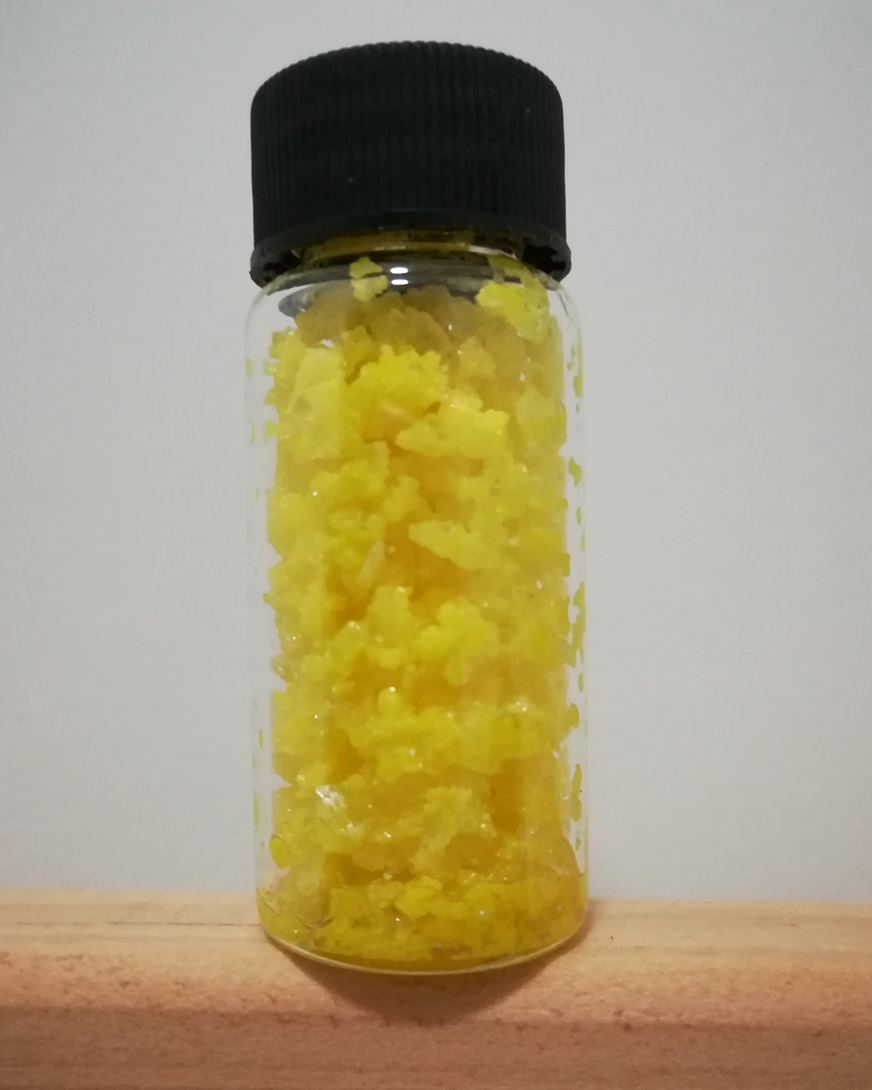
硝酸亚汞试剂，表面因水解变黄

硝酸亞汞溶於水中為酸性，且會和水很慢的產生化學反應：
Hg2(NO3)2 + H2O → Hg2(NO3)(OH) + HNO3
Hg2(NO3)(OH)為呈黃色的沉澱物，不溶于水，可溶于稀硝酸。
如果硝酸亞汞溶液加溫或暴露於強光下，則會分解為汞和硝酸汞
:
Hg2(NO3)2 → Hg + Hg(NO3)2